# Sempiternal
Sempiternal — четвертий студійний альбом британського рок-гурту Bring Me The Horizon. Реліз альбому відбувся 1 квітня 2013 року; випущений він був лейблом RCA Records компанії Sony Music Entertainment. У США та Канаді реліз відбувся 2 квітня через Epitaph Records.
Це перший альбом з новим клавішником Джорданом Фішем, і останній альбом за участі Джона Вейнхофена, який пішов з гурту через протиріччя.
Альбом був написаний і записаний протягом 2012 року. У Sempiternal проявляється вплив електронної музики, ембієнту та поп-музики. «Sempiternal» — це давньоанглійське слово, що позначає поняття «вічного часу», що ніколи не може насправді статися.
В альбомі було представлено чотири сингли («Shadow Moses»; «Sleepwalking»; «Can You Feel My Heart»; та «Go to Hell, for Heaven's Sake»).

## Композиції
Автор музики і слів Олівер Сайкс, Лі Малія та Джордан Фіш. 
| #     | Назва                                                     | Тривалість |
| ----- | --------------------------------------------------------- | ---------- |
| 1.    | «Can You Feel My Heart»                                   | 3:47       |
| 2.    | «The House of Wolves»                                     | 3:25       |
| 3.    | «Empire (Let Them Sing)»                                  | 3:45       |
| 4.    | «Sleepwalking»                                            | 3:50       |
| 5.    | «Go to Hell, for Heaven's Sake»                           | 4:02       |
| 6.    | «Shadow Moses»                                            | 4:03       |
| 7.    | «And the Snakes Start to Sing»                            | 5:01       |
| 8.    | «Seen It All Before» (разом Claes Strängberg з Immanu El) | 4:07       |
| 9.    | «Antivist»                                                | 3:13       |
| 10.   | «Crooked Young»                                           | 3:34       |
| 11.   | «Hospital for Souls»                                      | 6:44       |
| 44:11 |                                                           |            |

| Deluxe edition bonus disc – The Deathbeds EP | Deluxe edition bonus disc – The Deathbeds EP | Deluxe edition bonus disc – The Deathbeds EP |
| #                                            | Назва                                        | Тривалість                                   |
| -------------------------------------------- | -------------------------------------------- | -------------------------------------------- |
| 1.                                           | «Join the Club»                              | 3:06                                         |
| 2.                                           | «Chasing Rainbows»                           | 4:00                                         |
| 3.                                           | «Deathbeds» (разом з Hannah Snowdon)         | 4:57                                         |

| Японський бонус-трек | Японський бонус-трек                 | Японський бонус-трек |
| #                    | Назва                                | Тривалість           |
| -------------------- | ------------------------------------ | -------------------- |
| 12.                  | «Join the Club»                      | 3:06                 |
| 13.                  | «Deathbeds» (разом з Hannah Snowdon) | 4:57                 |
| 14.                  | «Sleepwalking» (Instrumental)        | 3:50                 |

| Версія iTunes | Версія iTunes                                           | Версія iTunes |
| #             | Назва                                                   | Тривалість    |
| ------------- | ------------------------------------------------------- | ------------- |
| 12.           | «Join the Club»                                         | 3:06          |
| 13.           | «Chasing Rainbows» (US iTunes deluxe edition exclusive) | 4:00          |
| 14.           | «Deathbeds» (разом з Hannah Snowdon)                    | 4:57          |

## Учасники запису
| Bring Me the Horizon - Олівер Сайкс — Вокал, клавішні, програмування - Лі Малія — гітара, Бек-вокал - Метт Кін — бас-гітара - Метт Ніколс — барабани, перкусія - Джордан Фіш — клавішні, синтезатори, програмування, семплінг, бек-вокал | Працювали над альбомом - Террі Дейт — звукозапис - Девід Бендет — мікшування - Тед Дженсен — мастеринг - Claes Strängberg з Immanu El — бек-вокал у пісні «Seen It All Before» - Ханна Сноудон — запрошена для запису «Deathbeds» |

## Рейтинги в чартах
| Чарт (2013)                     | Найвища позиція |
| ------------------------------- | --------------- |
| Australian Albums Chart         | 1               |
| Austrian Albums Chart           | 17              |
| Belgian (Flanders) Albums Chart | 149             |
| Belgian (Wallonia) Albums Chart | 200             |
| Canadian Albums Chart           | 22              |
| Finnish Albums Chart            | 10              |
| French Albums Chart             | 84              |
| German Albums Chart             | 22              |
| Irish Albums Chart              | 33              |
| Norwegian Albums Chart          | 27              |
| New Zealand Albums Chart        | 10              |
| Scottish Albums Chart           | 5               |
| Swedish Albums Chart            | 32              |
| Swiss Albums Chart              | 69              |
| UK Albums Chart                 | 3               |
| UK Rock Chart                   | 1               |
| US Billboard 200                | 11              |